# Clayton County (Georgia)
Clayton County is een county in de Amerikaanse staat Georgia.
De county heeft een landoppervlakte van 369 km² en telt 236.517 inwoners (volkstelling 2000). De hoofdplaats is Jonesboro.